# Bachtyjar Achmedov
Bachtyjar Šachabutdinovič Achmedov (* 5. srpna 1987) je ruský zápasník–volnostylař kumycké národností, olympijský vítěz z roku 2008.

## Sportovní kariéra
Je rodákem z dagestánské obce Nižněje Kazanišče nedaleko Bujnaksku. Zápasení se věnoval od 8 let. Vrcholově se připravoval v Machačkale ve sportovním tréninkovém centru Dinamo pod vedením Imanmurzi Alijeva. V ruské mužské volnostylařské reprezentaci se pohyboval od roku 2007 ve váze do 120 kg. V roce 2008 nečekaně zvítězil na červnovém mistrovství Ruska a zajistil si účast na olympijských hrách v Pekingu. V Pekingu potvrdil výbornou přípravu postupem do finále, ve kterém však prohrál ve dvou setech s Arturem Tajmazovem z Uzbekistánu. Získal stříbrnou olympijskou medaili. V roce 2016 byl jeho finálový přemožitel Tajmazov po nových dopingových analýzách vzorků diskvalifikován a tím se posunul na první místo. S devítiletým zpožděním se stal olympijským vítězem. Tehdy v roce 2017 již aktivně nezápasil. Po svém olympijském vystoupení se v ruské reprezentaci neprosazoval na úkor Bilala Machova a v roce 2012 ukončil sportovní kariéru. V blízkosti svého sparingpartnera Sagida Murtazalijeva se pohyboval v určitých kruzích. V roce 2013 se náhodou střelil do břicha.

## Výsledky
| Turnaj             | 2003 | 2004 | 2005 | 2006 | 2007 | 2008 | 2009 | 2010 | 2011 | 2012 |
| Turnaj             | 16   | 17   | 18   | 19   | 20   | 21   | 22   | 23   | 24   | 25   |
| Turnaj             | -120 | -120 | -120 | -120 | -120 | -120 | -120 | -120 | -120 | -120 |
| ------------------ | ---- | ---- | ---- | ---- | ---- | ---- | ---- | ---- | ---- | ---- |
| Olympijské hry     |      |      |      |      |      | 1.   |      |      |      | —    |
| Mistrovství světa  |      |      | —    | —    | —    |      | —    | —    | —    |      |
| Mistrovství Evropy |      |      | —    | —    | —    | 3.   | —    | —    | úč.  | 7.   |
| MS juniorů         | —    | —    | —    | —    | 1.   |      |      |      |      |      |
| ME juniorů         | —    | —    | —    | —    | 1.   |      |      |      |      |      |
| ME dorostenců      | 1.   | 1.   |      |      |      |      |      |      |      |      |